# Cieśnina Bransfielda

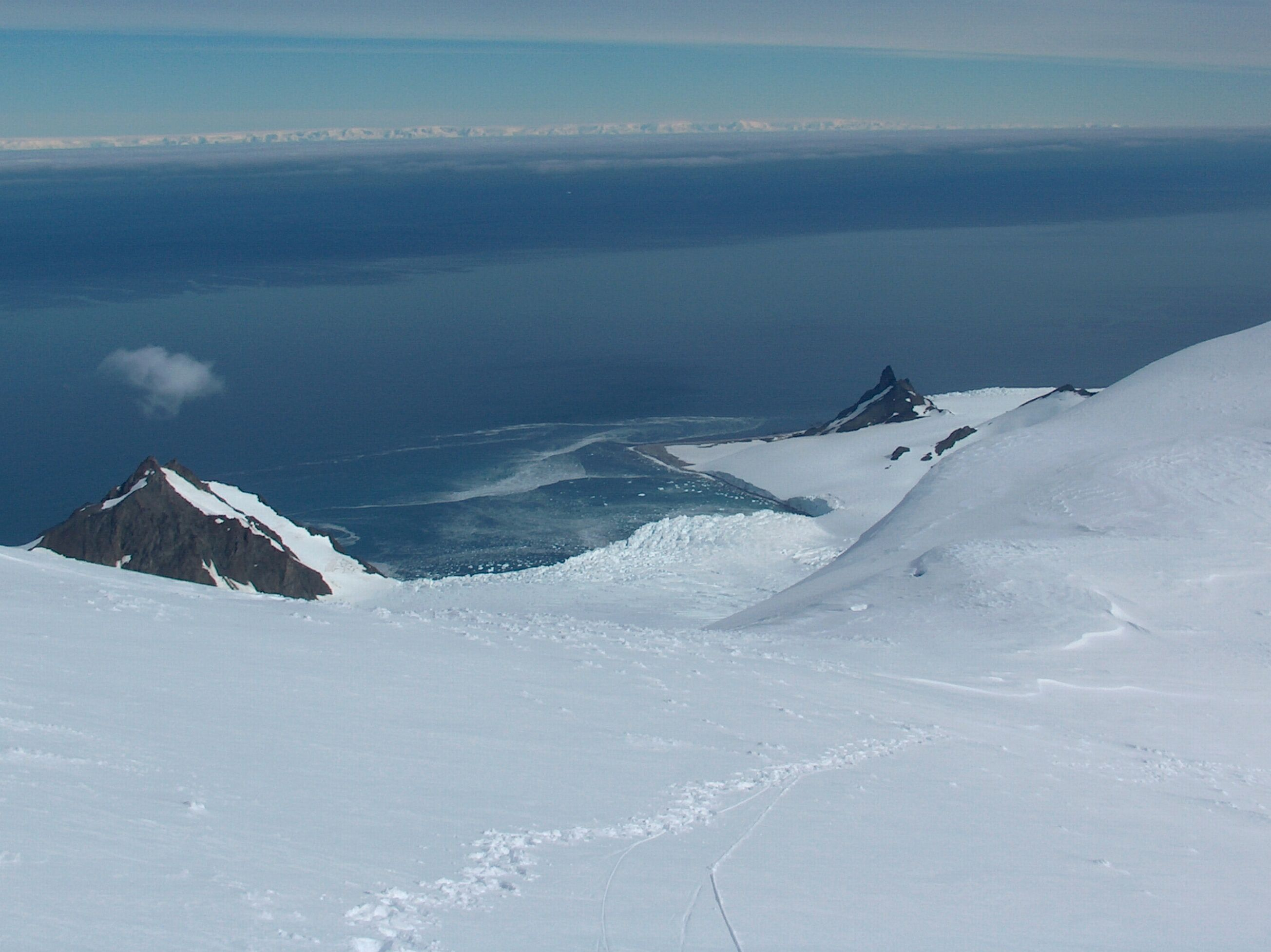
Widok na Cieśninę Bransfielda z Wyspy Livingstona

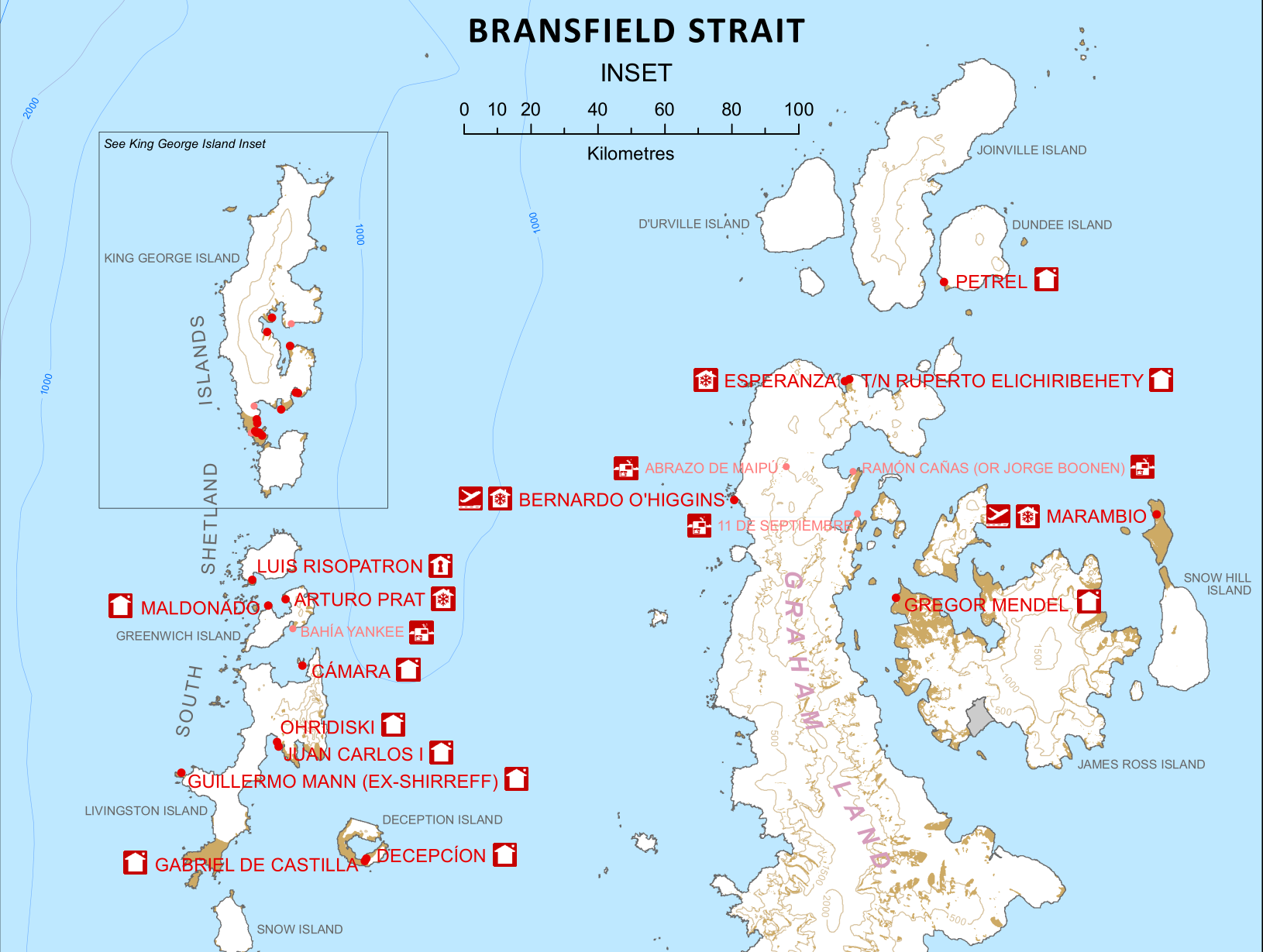
Stacje badawcze położone w regionie Cieśniny Bransfielda, czubka Półwyspu Antarktycznego i Szetlandów Południowych

Cieśnina Bransfielda (ang. Bransfield Strait; hiszp. Estrecho Bransfield, Mar de la Flota) – akwen między najdalej na północ wysuniętą częścią Półwyspu Antarktycznego (Trinity Peninsula) a położonym na zachód od niego archipelagiem Szetlandów Południowych. Średnia szerokość około 60 mil morskich (110 km), długość około 200 Mm (360 km). Cieśninę nazwał w 1825 James Weddell, na cześć Edwarda Bransfielda, innego brytyjskiego odkrywcy.

## Geologia
Szczegółowa rzeźba dna nie jest do tej pory rozpoznana. Dotychczasowe badania wskazują, że pod względem geologicznym stanowi najprawdopodobniej dolinę ryftową, która powstała wskutek ekstensji w obrębie kontynentalnego łuku wulkanicznego. Wulkanizm ten miał miejsce ok. 20 milionów lat temu i zakończył się, podczas gdy ekstensja rozpoczęła się nie dawniej niż 4 miliony lat temu, a aktywność wulkaniczna w cieśninie rozpoczęła się ok. 300 tysięcy lat temu i trwa nadal. Otwarcie cieśniny miało miejsce w związku z subdukcją pozostałości płyty oceanicznej Phoenix pod Szetlandy Południowe. Cieśnina ma strome stoki i względnie wyrównane dno, z którego wznoszą się samotne wulkaniczne góry podwodne o wysokości przekraczającej 1500 m. W przedłużeniu linii występowania gór podwodnych znajdują się dwa nadwodne wulkany – Deception Island (okresowo czynny, tworzy wielką kalderę, do której można wpłynąć statkiem) w południowej części cieśniny i stożek wulkaniczny Bridgeman Island w północnej części cieśniny. Maksymalne głębokości Cieśniny Bransfielda przekraczają 2200 m.
Szelf wzdłuż wybrzeży Szetlandów Południowych jest wąski, porozcinany głębokimi i krótkimi dolinami glacjalnymi stanowiącymi przedłużenie fiordów tworzących cieśniny między wyspami tego archipelagu i rozcinających niektóre wyspy (np. Zatoka Admiralicji na Wyspie Króla Jerzego). Szelf przy wybrzeżach Półwyspu Antarktycznego szeroki, porozcinany systemami głębokich, zatopionych fiordów.

## Warunki klimatyczne
Wody powierzchniowe chłodne (zima −1,7 °C, lato do +3 °C), wysłodzone (zasolenie 32,5 – 33,5 PSU), niżej zasolenie wzrasta (~34,5 – 34,7 PSU) a temperatura wód jest ujemna (około −0,4 – −0,6 °C) przez cały rok. Częściowe lub całkowite pokrycie dryfującym lodem morskim występuje corocznie zimą (od dni do 3-4 miesięcy), w ciągu całego roku liczne góry lodowe oraz growlery. Klimat subantarktyczny morski, z zimami o temperaturze od −5 do −15 °C; miesiące letnie (grudzień, styczeń, luty) umiarkowanie ciepłe z temperaturami od +1 do +3 °C. Przebieg temperatury powietrza niestabilny – we wszystkich porach roku mogą wystąpić gwałtowne ocieplenia lub ochłodzenia. Opady około 600 mm rocznie, minimum opadowe w okresie zimowym (~20 mm w lipcu). Zdecydowanie dominują opady stałe. Cały rok duże zachmurzenie, dni o małym zachmurzeniu nieliczne, częściej w okresie pełni zimy. Częste wiatry o sile sztormów i huraganu. Największa intensywność wiatrów w okresie wiosennym (październik-listopad). Od pierwszej dekady grudnia do połowy stycznia „białe noce”.

## Obecność ludzka
Na wybrzeżach Półwyspu Antarktycznego i Szetlandów Południowych przylegających do Cieśniny Bransfielda i jej zatok znajdują się liczne stacje badawcze, np. działające przez cały rok Bellingshausen (rosyjska), Frei (chilijska), Esperanza (argentyńska), Wielki Mur (chińska), również Polska Stacja Antarktyczna im. Henryka Arctowskiego.
Cieśnina Bransfielda jest jednym z najłatwiej dostępnych akwenów Antarktyki. Wobec dużych walorów krajobrazowych obszarów lądowych przylegających do Cieśniny Bransfielda, występowaniu szeregu interesujących obiektów świata przyrody ożywionej i nieożywionej (lęgowiska pingwinów, obszary rozmnażania się fok i uchatek, lodowce i lodospady, zjawiska wulkaniczne, góry lodowe etc.) w okresie letnim na wodach Cieśniny Bransfielda panuje, jak na warunki antarktyczne, ożywiony turystyczny ruch żeglugowy. Punktami wyjściowymi ruchu turystycznego na obszar Cieśniny Bransfielda są Ushuaia (Argentyna, Ziemia Ognista) i Punta Arenas (Chile, Cieśnina Magellana).